# Élections régionales de 1970 en Bavière
Les élections régionales de 1970 en Bavière (en allemand : Landtagswahl in Bayern 1970) se tiennent le 22 novembre 1970, afin d'élire les 204 députés de la 7e législature du Landtag, pour un mandat de quatre ans.
Le scrutin est marqué par la victoire de la CSU du ministre-président Alfons Goppel, qui confirme sa majorité absolue en sièges et conquiert une majorité absolue en voix.

## Mode de scrutin
Le Landtag est constitué de 204 députés (en allemand : Mitglied des Landtags, MdL), élus pour une législature de quatre ans au suffrage universel direct et suivant le scrutin proportionnel de Hare.
Chaque électeur dispose de deux voix : la première lui permet de voter pour un candidat de sa circonscription (en allemand : Stimmkreisstimme), selon les modalités du scrutin uninominal majoritaire à un tour, le Land comptant un total de 102 circonscriptions ; la seconde voix (en allemand : Wahlkreisstimme) lui permet de voter en faveur d'une liste de candidats présentée par un parti au niveau de son district.
Lors du dépouillement, l'intégralité des 204 sièges est répartie en fonction du total des premières et secondes voix récoltées, à condition qu'un parti ait remporté 10 % des voix au niveau d'au moins un district. Si un parti a remporté des mandats au scrutin uninominal, ses sièges sont d'abord pourvus par ceux-ci.
Dans le cas où un parti obtient plus de mandats au scrutin uninominal que la proportionnelle ne lui en attribue, la taille du Landtag est augmentée jusqu'à rétablir la proportionnalité.

## Campagne

### Principaux partis et chefs de file
| Parti | Parti                                                                          | Chef de file                       | Résultats de 1966           |
| ----- | ------------------------------------------------------------------------------ | ---------------------------------- | --------------------------- |
|       | Union chrétienne-sociale en Bavière Christlich-Soziale Union in Bayern         | Alfons Goppel (Ministre-président) | 48,1 % des voix 110 députés |
|       | Parti social-démocrate d'Allemagne Sozialdemokratische Partei Deutschlands     | Volkmar Gabert                     | 35,8 % des voix 79 députés  |
|       | Parti national-démocrate d'Allemagne Nationaldemokratische Partei Deutschlands | Siegfried Pöhlmann                 | 7,4 % des voix 15 députés   |
|       | Parti libéral-démocrate Freie Demokratische Partei                             | Otto Bezold                        | 5,1 % des voix 0 député     |

## Résultats

### Voix et sièges
|                                   | Union chrétienne-sociale en Bavière (CSU)  | Union chrétienne-sociale en Bavière (CSU)  | 3 205 170 | 56,19 | 81        | 11            | 3 139 429 | 56,68 | 43  | 6 344 599  | 56,43 | 124 | 14            |  |  |  |
|                                   | Parti social-démocrate d'Allemagne (SPD)   | Parti social-démocrate d'Allemagne (SPD)   | 1 929 358 | 33,82 | 21        | 11            | 1 813 402 | 32,74 | 49  | 3 742 760  | 33,29 | 70  | 9             |  |  |  |
|                                   | Parti libéral-démocrate (FDP)              | Parti libéral-démocrate (FDP)              | 297 847   | 5,22  | 0         | en stagnation | 326 713   | 5,90  | 10  | 624 560    | 5,55  | 10  | 10            |  |  |  |
|                                   | Parti national-démocrate d'Allemagne (NPD) | Parti national-démocrate d'Allemagne (NPD) | 167 801   | 2,94  | 0         | en stagnation | 157 845   | 2,85  | 0   | 325 646    | 2,90  | 0   | 15            |  |  |  |
|                                   | Parti bavarois (BP)                        | Parti bavarois (BP)                        | 79 675    | 1,40  | 0         | en stagnation | 67 706    | 1,22  | 0   | 147 381    | 1,31  | 0   | en stagnation |  |  |  |
|                                   | Parti communiste allemand (DKP)            | Parti communiste allemand (DKP)            | 16 343    | 0,29  | 0         | Nv.           | 23 912    | 0,43  | 0   | 40 255     | 0,36  | 0   | Nv.           |  |  |  |
|                                   | Autres                                     | Autres                                     | 8 372     | 0,15  | 0         | en stagnation | 9 534     | 0,17  | 0   | 17 906     | 0,16  | 0   | en stagnation |  |  |  |
|                                   |                                            |                                            |           |       |           |               |           |       |     |            |       |     |               |  |  |  |
| Votes valides                     | Votes valides                              | Votes valides                              | 5 704 566 | 98,95 |           |               | 5 538 541 | 96,07 |     | 11 243 107 | 97,51 |     |               |  |  |  |
| Votes blancs et nuls              | Votes blancs et nuls                       | Votes blancs et nuls                       | 60 595    | 1,05  | 226 602   | 3,93          | 287 197   | 2,49  |     |            |       |     |               |  |  |  |
| Total                             | Total                                      | Total                                      | 5 765 161 | 100   | 102       | en stagnation | 5 765 143 | 100   | 102 | 11 530 304 | 100   | 204 | en stagnation |  |  |  |
| Abstentions                       | Abstentions                                | Abstentions                                | 1 487 355 | 20,51 |           |               | 1 487 355 | 20,51 |     |            |       |     |               |  |  |  |
| Nombre d'inscrits / participation | Nombre d'inscrits / participation          | Nombre d'inscrits / participation          | 7 253 205 | 79,49 | 7 253 205 | 79,49         |           |       |     |            |       |     |               |  |  |  |